# Zasłużony dla kultury (Japonia)
Zasłużony dla kultury (jap. 文化功労者 bunka kōrōsha; ang. Person of Cultural Merit) – japoński tytuł honorowy przyznawany corocznie osobom o nadzwyczajnym wkładzie w kulturę. Razem z Orderem Kultury tworzą system doceniania wkładu w rozwój kultury japońskiej w rozmaitych dziedzinach. Wyboru osób do uhonorowania dokonuje Ministerstwo Edukacji, Nauki, Sportu i Kultury na podstawie rekomendacji powołanego do tego komitetu.

## Historia
Tytuł ustanowiono w kwietniu 1951 roku. Jego celem było zapewnienie utytułowanym emerytury (3,5 miliona jenów w 1999 roku). Wśród pierwszych uhonorowanych osób byli Naoya Shiga, Hideki Yukawa i 32 inne osoby. Od 1955 roku tytuł przyznawany jest w Dzień Kultury (jap. 文化の日 Bunka no Hi), tj. 3 listopada. Tego samego dnia przyznaje się Order Kultury. Do 1999 roku 576 osób zostało uznanych za Zasłużone dla kultury.